# タウルペ・ファレタウ
タウルペ・ファレタウ（Taulupe Faletau、1990年11月12日 - ）は、トンガ出身でウェールズ代表キャップを持つラグビー選手。ユナイテッド・ラグビー・チャンピオンシップのカーディフ・ラグビーに所属している。

## 家族
トンガのトフォア出身。父親は、ラグビーワールドカップ1999でトンガ代表となったクリ・ファレタウ。

## 経歴
1997年にウェールズに移る。小学生時代にはエブ・ヴェールRFCに加入し、トレベシン・コミュニティ・スクール、フィルトン・カレッジへと進学する。
2009年11月1日、ドラゴンズのエディンバラ戦で、シニアチームデビューを果たした。
2009年12月、U20シックス・ネイションズ2010に出場するU20ウェールズ代表に選出された。2010年5月にはU20チャンピオンシップにも出場。
2011年1月、シックス・ネーションズに出場するウェールズ代表メンバーに選出された。同年9月からワールドカップ2011に出場し、ウェールズ代表として全7試合に先発出場した唯一の選手となった。
2013年、ブリティッシュ・アンド・アイリッシュ・ライオンズのオーストラリア遠征メンバーに選出された。
2014-15シーズンでは、ドラゴンズがヨーロッパラグビーチャレンジカップ（後のEPCRチャレンジカップ）準決勝への進出に貢献した。
2015年、ワールドカップ2015に出場。
2016年、イングランド プレミアシップ・ラグビーの バースへ移籍した。
2018年3月、シックス・ネーションズのイタリア戦で、ウェールズ代表131人目のキャプテンに就任。
2022-23シーズンからウェールズに戻り、ユナイテッド・ラグビー・チャンピオンシップのカーディフに加入した。
2023年、ワールドカップ2023に出場。